# Линколн (Енглеска)
Линколн (енгл. Lincoln) је град у Уједињеном Краљевству у Енглеској. Према процени из 2007. у граду је живело 90.756 становника.

## Становништво
Према процени, у граду је 2008. живело 90.756 становника.
| 1981.  | 1991.  | 2001.  |
| ------ | ------ | ------ |
| 79.980 | 80.281 | 85.963 |

## Историја
Код овог града су у средњем веку вођене две битке - 1141. и 1217. године.

## Партнерски градови
- Нојштат ан дер Вајнштрасе
- Порт Линколн
- Тангшан
- Радомско